# Präsidentenpalast (Taipeh)

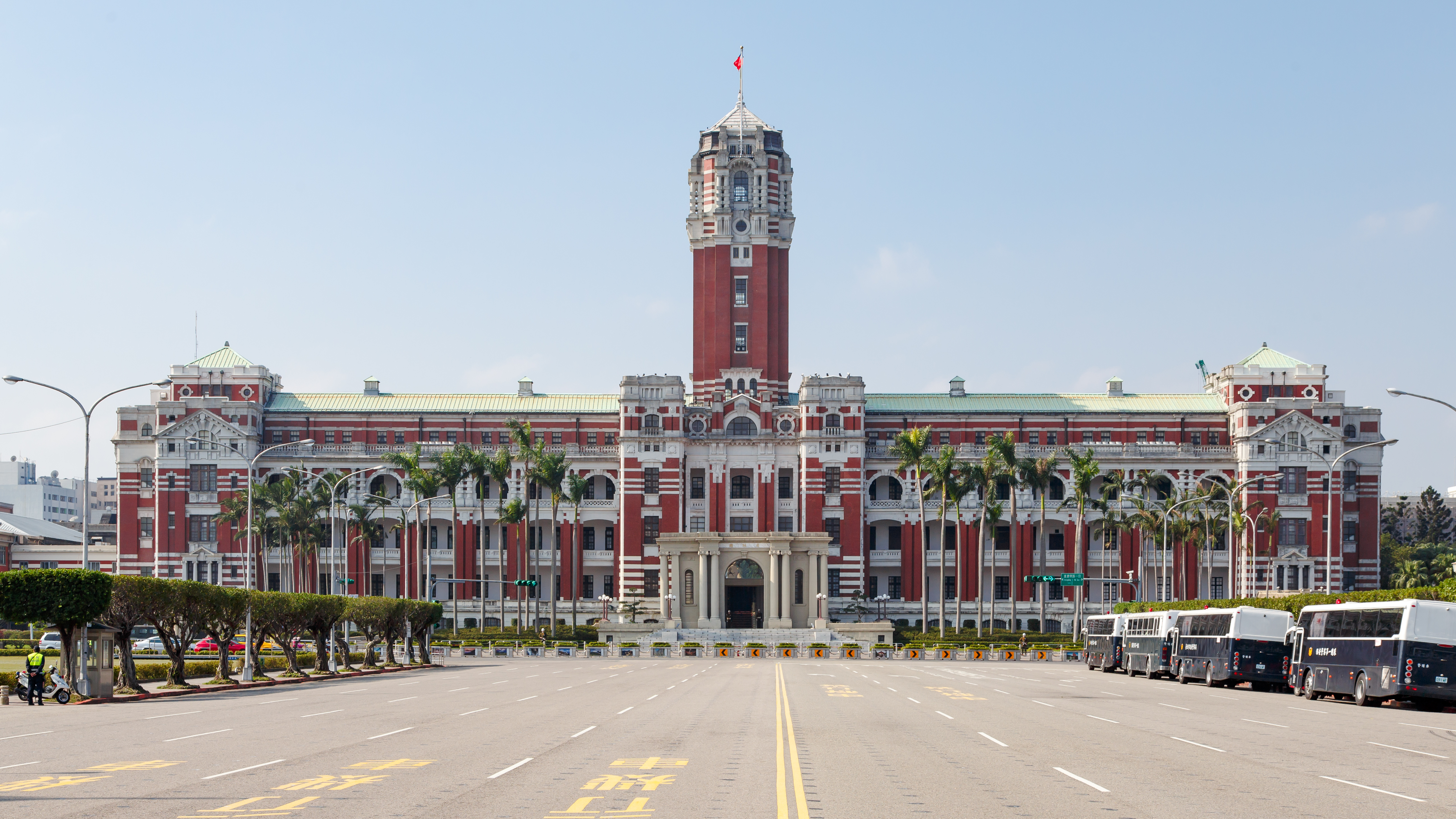
Der Präsidentenpalast in Taipeh

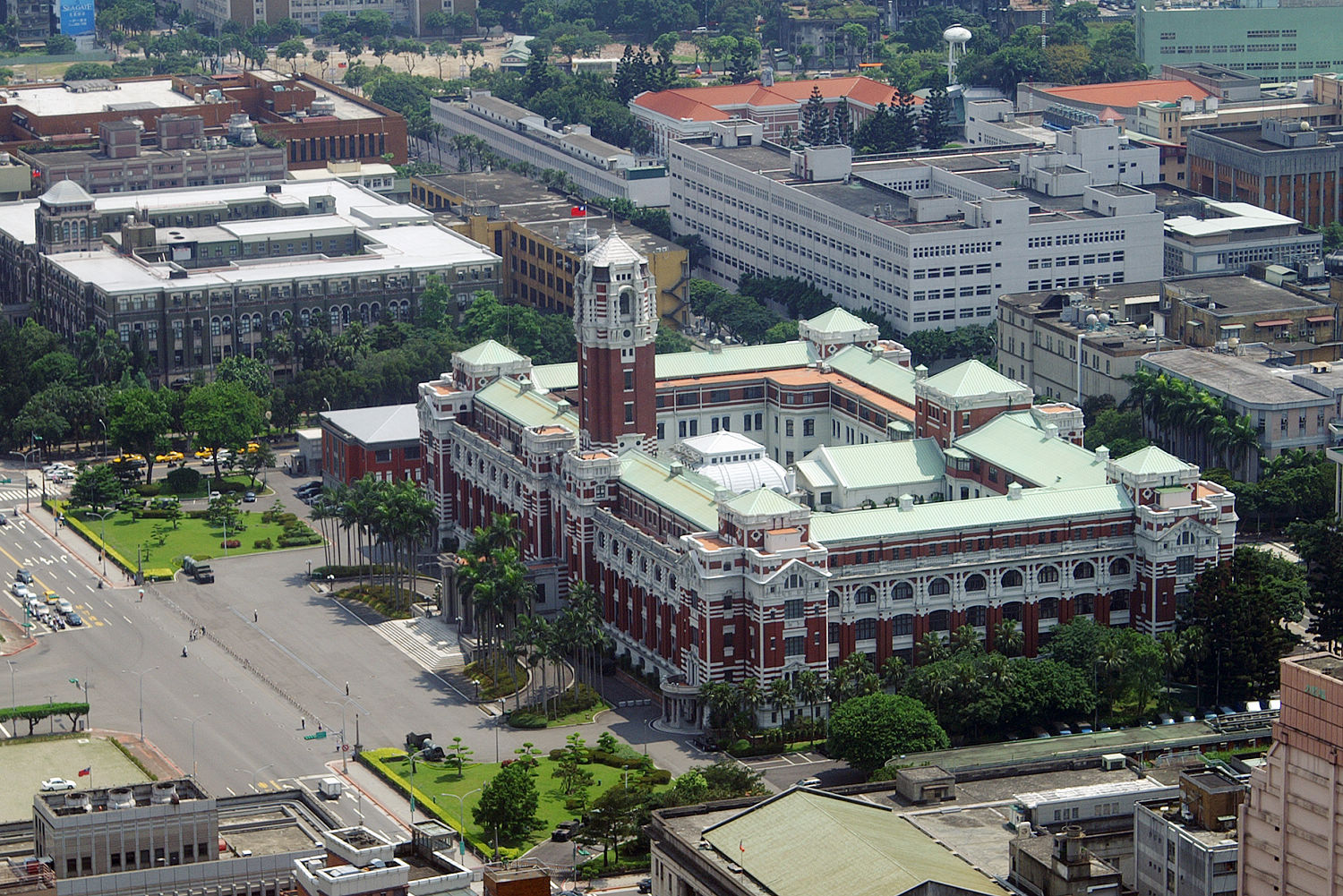
Blick von oben

Der Präsidentenpalast in Taipeh, amtlich Gebäude des Präsidialamtes der Republik China (chinesisch 中華民國總統府廳舍 Zhōnghuá Mínguó Zǒngtǒngfǔ Tīngshè, kurz 總統府 Zǒngtǒngfǔ), dient als Amtssitz des Präsidenten der Republik China (Taiwan) sowie des Vizepräsidenten. Er befindet sich im Bezirk Zhongzheng der taiwanischen Hauptstadt Taipeh.

## Geschichte
Der heutige Präsidentenpalast wurde zur Zeit der japanischen Herrschaft über Taiwan als Sitz des Generalgouverneurs von Taiwan zwischen 1912 und 1919 erbaut. Die Entwürfe stammten im Wesentlichen von den japanischen Architekten Nagano Uheiji und Matsunosuke Moriyama.  Zur Zeit seiner Einweihung war der Palast das höchste Gebäude Taiwans und ein zentrales Symbol der japanischen Kolonialherrschaft.
Während des Zweiten Weltkriegs wurde das Gebäude durch amerikanische Luftangriffe schwer beschädigt. Nach dem Krieg wurde Taiwan von der Republik China übernommen und der Palast von 1946 bis 1948 restauriert. Er diente dann als Sitz der Provinzregierung von Taiwan und nach dem Ende des Chinesischen Bürgerkriegs und des Umzugs der Kuomintang-Regierung nach Taiwan im Jahr 1949 auch als Sitz des Präsidenten. Bis 1957 teilten sich Provinzregierung und Präsidialamt das Gebäude, danach diente es nur noch als Präsidentenpalast.

## Beschreibung

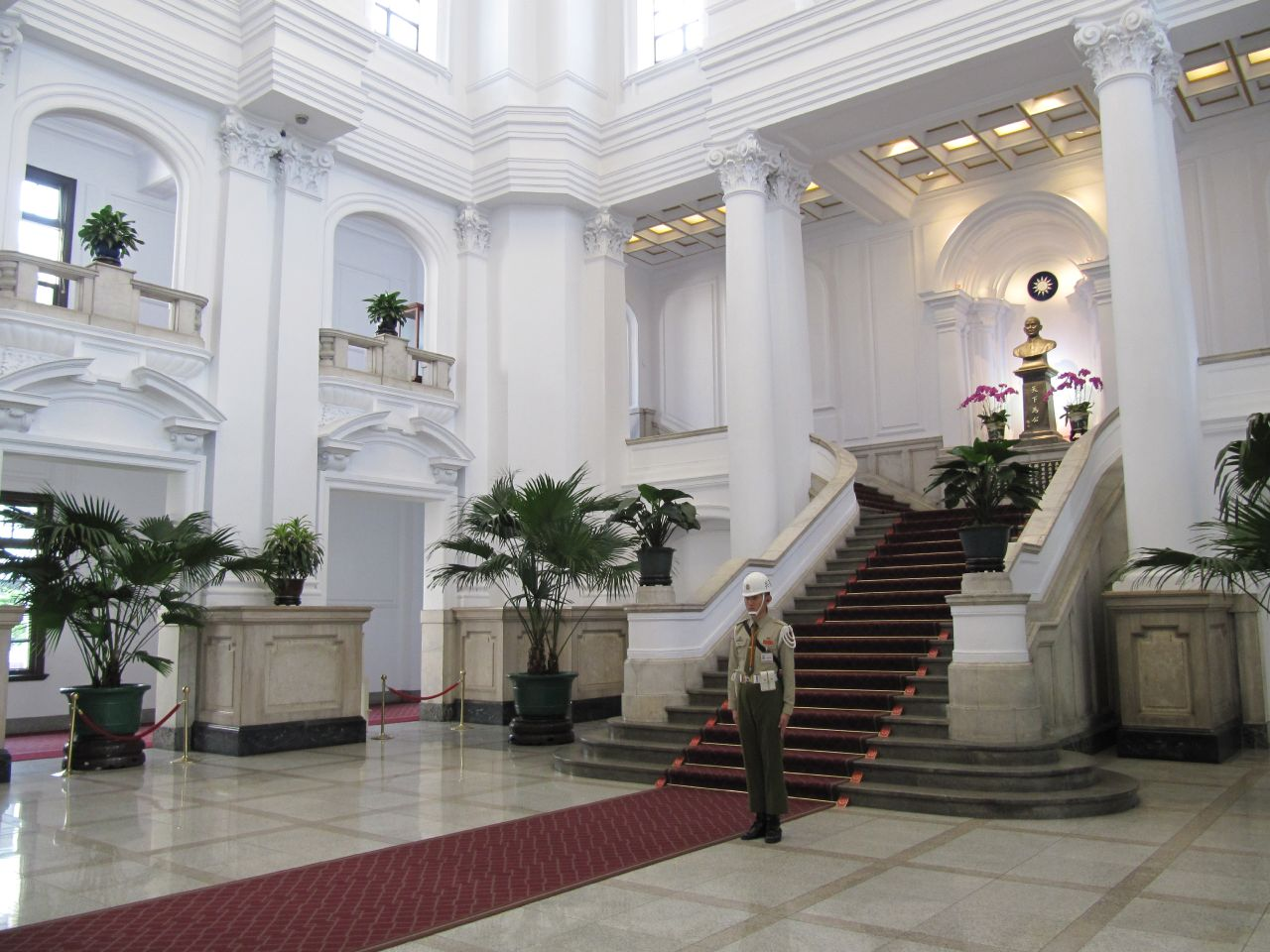
In der Zhongshan-Halle

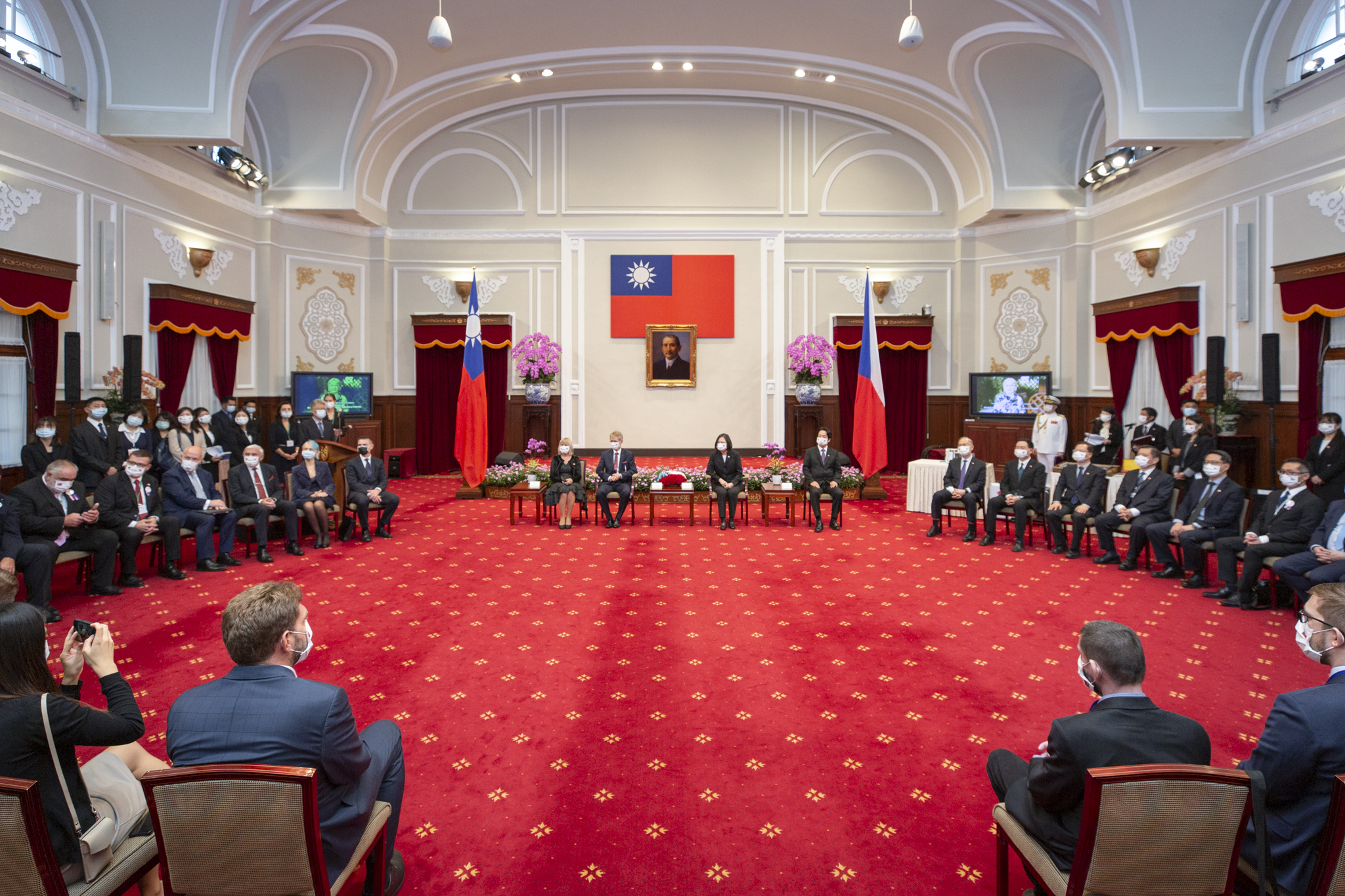
Die Jingguo-Halle

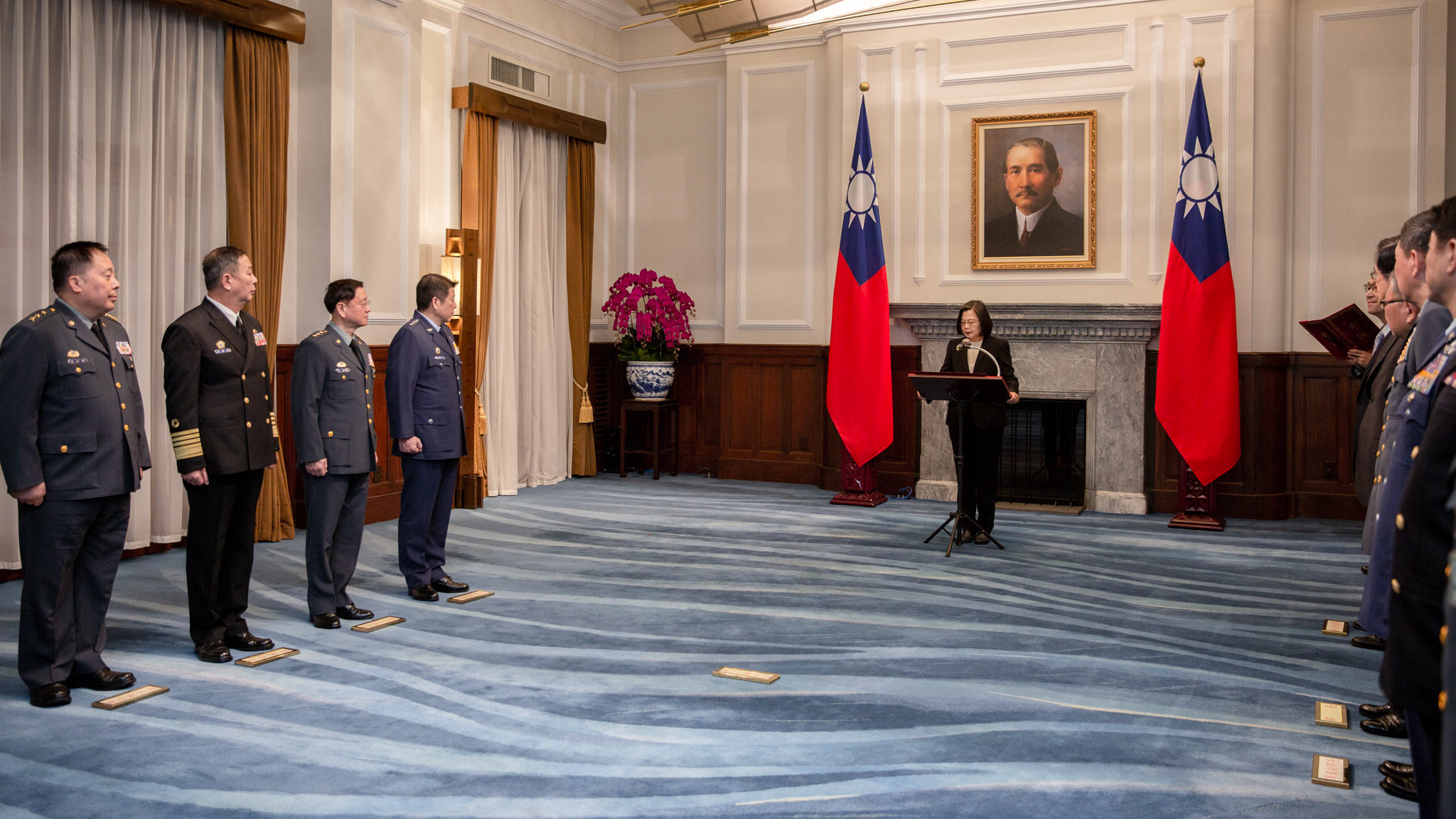
Präsidentin Tsai Ing-wen in der Taiwan-Qing-Halle

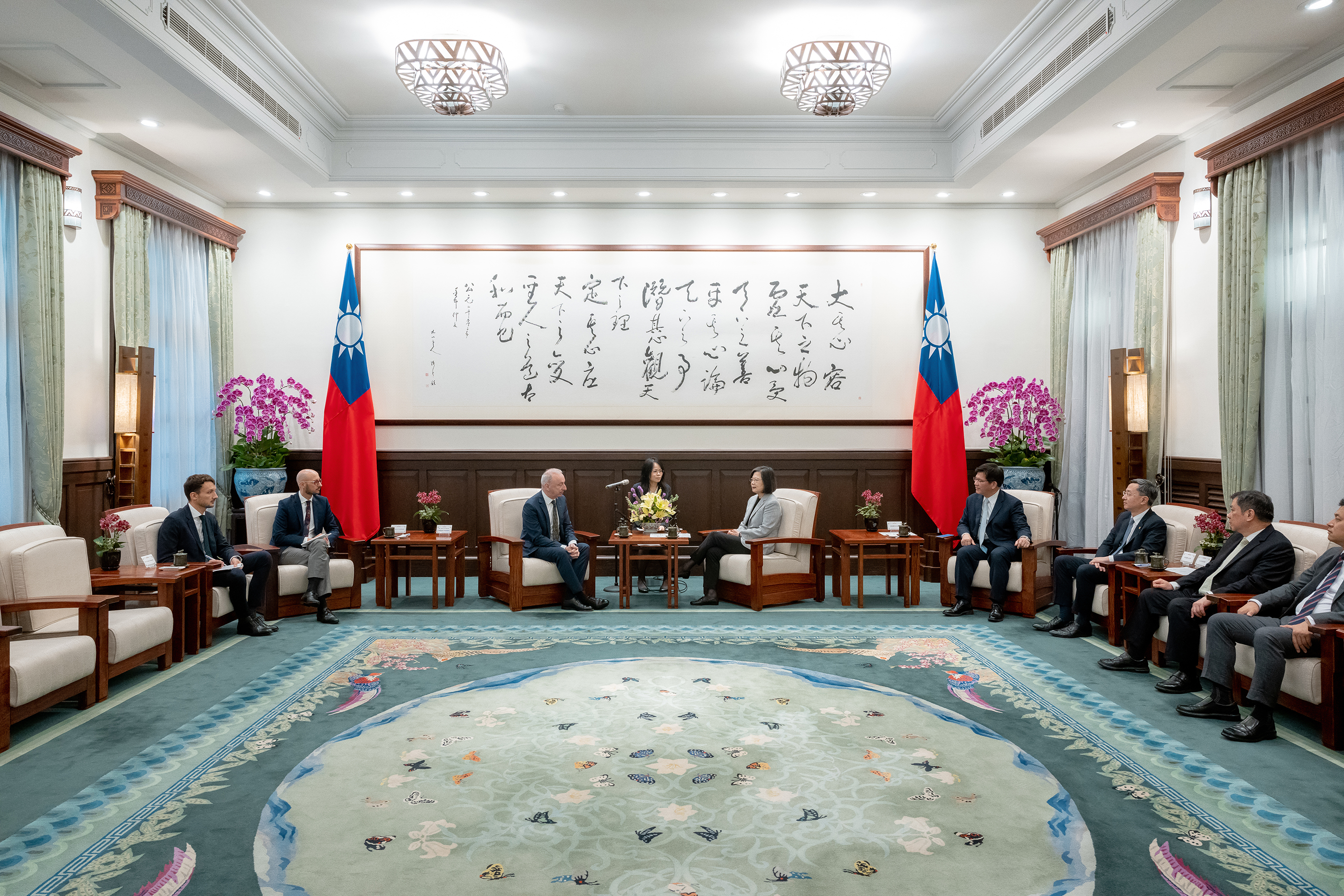
Die Taiwan-Lü-Halle

### Äußeres
Der fünfstöckige Palast ist rechteckig und geschlossen angelegt, bestehend aus vier Flügeln und einer im Zentrum verlaufenden Achse, zu deren Seiten zwei Innenhöfe liegen. Der Grundriss der Anlage wird gern mit der Form des chinesischen Schriftzeichens 日 (rì) verglichen, das „Tag“ oder „Sonne“, aber auch „Japan“ bedeuten kann. Die Fassade ist etwa 140 Meter breit, die Seitenlänge beträgt rund 85 Meter und der zentrale Turm an der Vorderseite erreicht eine Höhe von 60 Metern. Auf der zentralen Achse befindet sich eine Kuppel, unter der sich der Empfangsraum, der prachtvollste Teil des Gebäudes, befindet. Die Innenhöfe sind als Gärten gestaltet. Die gesamte Fläche beträgt 6942 Quadratmeter. Das Gebäude zeigt deutliche Merkmale des europäischen Historismus, vor allem der Neorenaissance und des Neobarock.

### Innenraum
Die Räume des Präsidentenpalastes sind durch Nummerncodes gekennzeichnet. Darüber hinaus tragen einige besondere Räume eigene Namen. Die bedeutendsten sind:
- Die Zhongshan-Halle (中山廳) ein zentraler, hoher Festsaal, der sich in einen vorderen und einen hinteren Saal unterteilt. Letzterer wird von einer Büste des Gründers der Republik China Sun Yat-sen überblickt.
- Die Jingguo-Halle (經國廳), benannt nach dem ehemaligen Präsidenten Chiang Ching-kuo, der größte Saal des Palastes. Er wird für staatliche Zeremonien und Pressekonferenzen genutzt.
- Die Taiwan-Qing-Halle (台灣晴廳, „Halle des heiteren Taiwan“), das ehemalige Büro des japanischen Generalgouverneurs, heute ein Empfangszimmer.
- Die Taiwan-Lü-Halle (台灣綠廳, „Halle des grünen Taiwan“), das ehemalige Büro des Präsidenten Chiang Kai-shek, heute ein mit Möbeln und Kunstwerken zum Thema Taiwan geschmücktes Empfangszimmer.
- Die Taiwan-Hong-Halle (台灣虹廳, „Taiwan-Regenbogen-Halle“), der Bankettsaal des Palastes, auch für kleinere Pressekonferenzen genutzt.

## Besichtigung und Verkehr
Teile des Präsidentenpalastes können besichtigt werden, der Eintritt ist kostenlos. Die Öffnungszeiten sind (Stand Juli 2025) montags bis freitags von 9:00 Uhr bis 12:00 Uhr (letzter Einlass 11:30 Uhr). Die Besuchsmöglichkeiten am Wochenende sind seit Februar 2025 ausgesetzt. Gruppen (≥ 15 Personen) müssen sich spätestens drei Tage vor ihrem Besuch online anmelden. Für den Eintritt sind ein gültiger Lichtbildausweis sowie eine Taschenkontrolle und ein Sicherheitscheck obligatorisch. Sowohl für Gruppen- als auch Einzelbesucher werden Führungen angeboten.
Der Palast ist mit der roten Linie (Haltestelle R09 台大醫院 NTU Hospital) sowie der grünen und der blauen Linie (Haltestelle G12 bzw. BL11 西門 Ximen) der Metro Taipei sowie zahlreichen Buslinien erreichbar. Vom Hauptbahnhof Taipeh aus erreicht man den Palast zu Fuß in etwa 20 Minuten.